# Qinghe, Tieling
Qinghe är ett stadsdistrikt i Tieling i Liaoning-provinsen i nordöstra Kina. Det ligger omkring 110 kilometer nordost om provinshuvudstaden Shenyang. 